# Elk River (Minnesota)
Elk River ist eine City und Verwaltungssitz (County Seat) des Sherburne County im US-amerikanischen Bundesstaat Minnesota. Das U.S. Census Bureau hat bei der Volkszählung 2020 eine Einwohnerzahl von 25.835 ermittelt.

## Geographie
Elk River liegt auf 45°19'2" nördlicher Breite und 93°34'52" westlicher Länge. Der Fluss gleichen Namens, der Elk River mündet hier in den Mississippi River. In einer Entfernung von rund 50 Kilometern befindet sich das Zentrum von Minneapolis in südöstlicher Richtung. Der Interstate-94-Highway läuft etwa zehn Kilometer südwestlich an der Stadt vorbei.

## Geschichtliches

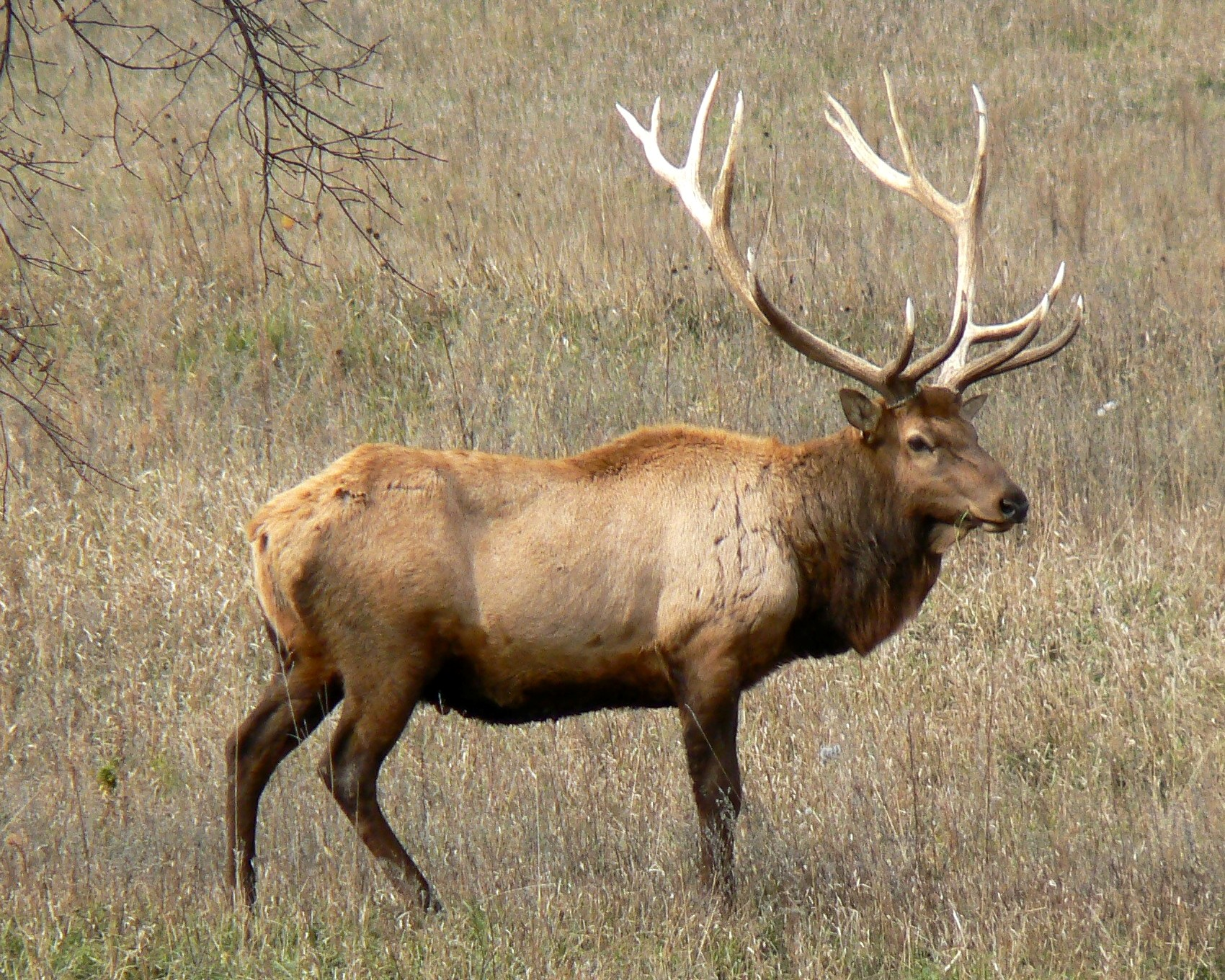
Wapiti (Elk)

Im Jahr 1805 sah Zebulon Pike große Herden von Wapitis (Cervus canadensis) (englisch: „Elk“) in der Gegend und nannte Ort und Fluss deshalb „Elk River“. 1846 wurde ein kleiner Warenumschlagsplatz (Trading Post) eingerichtet und der Ort wuchs langsam. Bereits 1851 wurde das Potential der Wasserkraft an den Flüssen erkannt, und es wurde ein kleiner Staudamm im nahe gelegenen Orono sowie eine Sägemühle errichtet. Ende des 19. Jahrhunderts ersetzte die Landwirtschaft weitestgehend die Forstwirtschaft und es wurden nun Getreidemühlen gebaut. Um das Jahr 1872 herum bediente die neu angelegte Eisenbahnlinie die bisherigen Transportwege auf den Flüssen. Der Orono-Staudamm wurde 1912 durch einen Eissturm zerstört, aber bereits 1915 wurde ein neuer, größerer Staudamm in Betrieb genommen, der zur Stromerzeugung genutzt wurde und Elk River mit Elektrizität versorgte. Weitere mit Öl oder Gas gefeuerte Kraftwerke folgten.
1964 ging das Kernkraftwerk Elk River in Betrieb. In den 1970er-Jahren wurde der Reaktor wieder abgerissen und das Kraftwerk so modifiziert, dass heute nur noch Abfallprodukte (refuse-derived fuel) aus der Umgebung verbrannt werden. Aufgrund der Vielfalt an verschiedenen Prozessen zur Energiegewinnung wird die Stadt mit dem Spitznamen „Energy City“ bzw. dem Zusatz „Powered By Nature“ bezeichnet.
Elk River wächst wegen seiner Nähe zur Metropole Minneapolis, seiner Industrie und seiner attraktiven Lage mit 44 Parkanlagen stetig.

## Demografische Daten
Im Jahr 2010 wurde eine Einwohnerzahl von 22.947 Personen ermittelt, was eine Zunahme
um 39,7 % gegenüber dem Jahr 2000 bedeutet. Das Durchschnittsalter der Bewohner betrug 2010 34,9 Jahre und lag damit deutlich unter dem Durchschnittswert des Staates Minnesota, der 43,1 Jahre betrug.

## Verkehr
Elk River besitzt eine Haltestelle an der Northstar Line, einer seit 2009 im Betrieb befindlichen Linie des Eisenbahn-Personennahverkehrs, die einige nördliche Vororte mit der Innenstadt Minneapolis’ verbindet.

## Söhne und Töchter der Stadt
- Dorothy Brady (1903–1977), Mathematikerin, Ökonomin und Hochschullehrerin
- Joel Otto, *1961, ehemaliger amerikanischer Eishockeyspieler
- Nate Prosser, * 1986, amerikanischer Eishockeyspieler